# ناحیه نوویا
ناحیه نوویا (به لاتین: Nwoya District) یک منطقهٔ مسکونی در اوگاندا است که در اوگاندا واقع شده‌است. ناحیه نوویا ۴٬۷۳۶٫۲ کیلومتر مربع مساحت و ۵۴٬۰۰۰ نفر جمعیت دارد.